# ARCHICAD
ARCHICAD is een ontwerp- en tekenpakket gebaseerd op het CAD-systeem waarmee architecten aan een 2D/3D-model van een gebouw kunnen werken. Het programma is geschikt voor zowel Microsoft Windows als Mac OS X. ARCHICAD is een product van Graphisoft, een Hongaars bedrijf dat gevestigd is in Boedapest. De laatste versie is ARCHICAD 26.
ARCHICAD werd ontwikkeld in 1982 voor Macintosh van Apple Inc.. ARCHICAD is erkend als het eerste CAD-product dat draait op een pc en zowel 2D-tekeningen als 3D parametrische geometrie kan creëren.
In 1987 werd ARCHICAD ook de eerste die BIM implementeerde volgens het 'Virtual Building concept' van Graphisoft.

## Functionaliteiten
Gereedschappen: Om te modelleren zijn er tal van gereedschappen beschikbaar: Wall (wand),  Door (deur), Window  (raam), Column (kolom), Beam (balk), Slab (vloer), Stair (trap), Roof (dak), Shell (schil), Skylight (daklicht), Curtain Wall (vliesgevel), Morph (vrije vorm), Object (parametrische elementen), Zone (ruimte), Mesh (landschap), Lamp (lamp)
Al deze gereedschappen zijn zowel vanuit de plattegrond als 3D te plaatsen en te bewerken.
Bibliotheek: De gelokaliseerde versie van ARCHICAD bevat een volledige Nederlandstalige bibliotheek, gericht op de Nederlandse bouwpraktijk. Deze bevat onder meer ramen, deuren, meubilair, aankleding voor visualisatie.
Bewerkingsopties: Alle modelleer- en bewerkingsopties die je kan verwachten van een CAD programma zitten in ARCHICAD
Trace and Reference: De mogelijkheid om een referentie van ieder willekeurig onderdeel van het model onder de huidige weergave te leggen, zodat hier aan gerefereerd kan worden.
BIM Server: Een apart onderdeel van het standaardpakket, waarmee het mogelijk is om vanuit iedere plek in de wereld tegelijkertijd en realtime aan hetzelfde model te werken.
Energy Evaluation: Vanaf ARCHICAD 16 is Energy Evaluation (voorheen EcoDesigner) standaard beschikbaar. Met Energy Evaluation kan vroegtijdig inzicht worden verkregen in het toekomstig energieverbruik en de CO2 voetafdruk van het gebouw.
Rendering Engine: ARCHICAD heeft een ingebouwde rendering engine 'CineRender' voor realistische visualisaties. Versies voor versie 18 gebruikten de engine LightWorks.
Vrij modelleren: Met het gereedschap Morph kan elke denkbeeldig vorm worden gemodelleerd.
Uitwisseling: ARCHICAD kan uitwisseling via de belangrijkste industrie standaarden: DXF en IFC. Daarnaast zijn er tal van bestandsformaten die ARCHICAD kan produceren: DWG(AutoCad),3ds (3D Studio), atl(Artlantis), dgn(Microstation), skp(SketchUp), PDF (Adobe), 3D PDF /U3D (Adobe)

## Extra functionaliteiten
Er zijn verschillende ingebouwde, gratis en commerciële add-ons die ARCHICAD extra functionaliteit geven of ervoor zorgen dat uitwisseling met andere pakketten soepel verloopt. Ingebouwde add-ons zijn onder andere BIMx, Twin Motion, 3D Studio en Energy Evaluation. 
Enkele gratis add-ons zijn Goodies (o.a. RAL Kleuren), Grasshopper - ARCHICAD Live Connection en Cinema4D. 
Ook EcoDesigner STAR en MEP Modeler zijn ontwikkeld door Graphisoft, echter dit zijn commerciële add-ons. 
Er worden ook add-ons aangeboden door derde partijen, zoals Cigraph, BIMcollab en Cadimage. Add-ons specifiek gericht op de Nederlandstalige markt zijn de Programma van Eisen add-on, Meetstaat Manager en Ramen en deuren add-on, deze zijn onderdeel van de KeyMember Editie gemaakt door de verdeler KUBUS

## Gelokaliseerde versie
ARCHICAD wordt in 26 landen gelokaliseerd, zodat deze voldoet aan lokale standaarden en behoeftes. In de Nederlandstalige versie is de Template (startsjabloon) en bibliotheek in het Nederlands beschikbaar, de interface (menu's, commando's) is volledig in het Engels.

## Versies
- 1984 - Radar CH (ArchiCAD 1.0)
- 1986 - ArchiCAD 2.0
- 1987 - ArchiCAD 3.0
- 1988 - ArchiCAD 3.1
- 1991 - ArchiCAD 4.1
- 1993 - ArchiCAD 4.12
- 1994 - ArchiCAD 4.5
- 1995 - ArchiCAD 4.55
- 1996 - ArchiCAD 5.0
- 1997 - ArchiCAD 5.1
- 1998 - ArchiCAD 6.0
- 1999 - ArchiCAD 6.5
- 2001 - ArchiCAD 7.0
- 2002 - ArchiCAD 8
- 2003 - ArchiCAD 8.1
- 2004 - ArchiCAD 9
- 2006 - ArchiCAD 10
- 2007 - ArchiCAD 11
- 2008 - ArchiCAD 12
- 2009 - ArchiCAD 13
- 2010 - ArchiCAD 14
- 2011 - ArchiCAD 15
- 2012 - ArchiCAD 16
- 2013 - ArchiCAD 17
- 2014 - ArchiCAD 18
- 2015 - ARCHICAD 19
- 2016 - ARCHICAD 20
- 2017 - ARCHICAD 21
- 2018 - ARCHICAD 22
- 2019 - ARCHICAD 23
- 2020 - ARCHICAD 24